# ورخنیه اوسلی
ورخنیه اوسلی (انگلیسی: Verkhniye Usly) یک شهرک در شهرستان استرلیتاماکسکی استان باشقیرستان کشور روسیه است.